# Fussa
Fussa (福生市 -shi) é uma cidade japonesa localizada na província de Tóquio.
Em 2003, a cidade tinha uma população estimada em 61 337 habitantes e uma densidade populacional de 5 989,94 h/km². Tem uma área total de 10,24 km².
Recebeu o estatuto de cidade a 1 de Julho de 1970.